# نوع حلقي

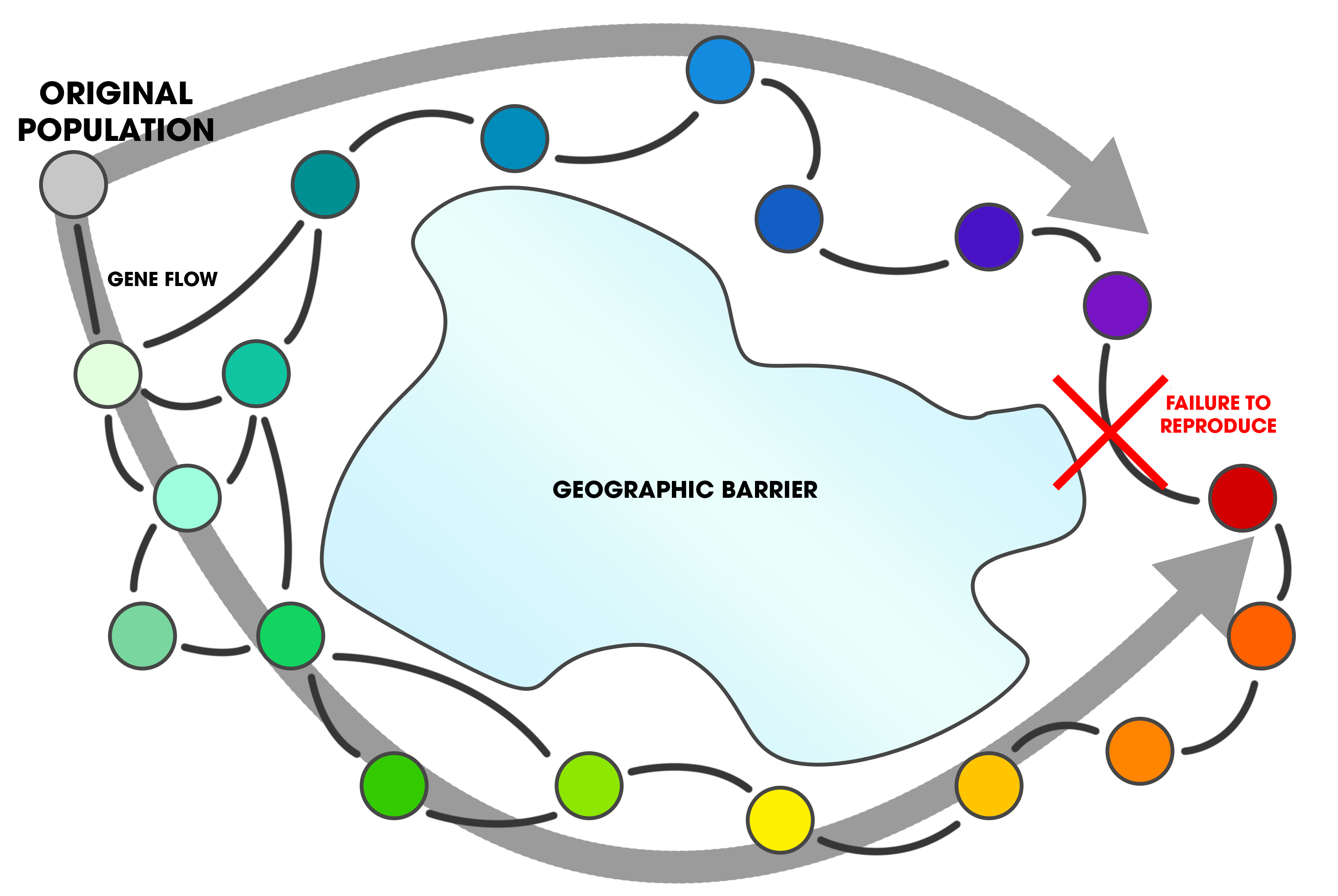
في النوع الحلقي يحدث تدفق جيني بين المجموعات المجاورة لكن في نهايات "الحلقة" لا يمكن التكاثر

النوع الحلقي في علم الأحياء هو نوع يشكل سلسلة متصلة من الكائنات الحية القادرة على التكاثر مع الكائنات المجاورة، ولكن توجد على الأقل مجموعتين نهائيتين في السلسلة غير قادرتين على التكاثر لأنهما بعيدتين في الصلة، هذا لا يعني عدم وجود تدفق جيني بينهما، بل يستطيع أن يحدث بطريقة غير مباشرة بفضل اتصال السلسلة.
يمكن أن تتعايش مجموعات نهائية في نفس المنطقة وبالتالي تشكل «حلقة».
بمعنى آخر، القدرة على التهجين ليست علاقة متعدية: إن كان A يمكن أن يتكاثر مع B، و B يمكن أن يتكاثر مع C، فهذا لا يعني أن A يمكن أن يتكاثر مع C.